# Кольоровідчуття
Кольоровідчуття (кольоровий зір, колірна чутливість, колірне сприйняття) — здатність зору сприймати і перетворювати  світлове випромінювання визначеного спектрального складу в відчуття різних колірних відтінків і тонів, формуючи цілісне відчуття («хроматичність», «кольоровість», колорит).

## Загальні відомості
Відчуття кольору виникає внаслідок впливу на зоровий нерв електромагнітного випромінювання з частотами v в межах 3.8·1014 — 7.6·1014 Гц, тобто з довжинами хвиль λ = 380÷760 нм (інколи називають видима частина спектра). Сумарна дія електромагнітного випромінювання в усьому вказаному інтервалі викликає відчуття білого кольору, відсутність певного інтервалу довжин хвиль — забарвленого.
Довгохвильові випромінювання викликають відчуття червоного й оранжевого кольорів, середньохвильові — жовтого і зеленого, короткохвильові — блакитного, синього і фіолетового. У спектрі — сім основних кольорів: червоний, помаранчевий, жовтий, зелений, блакитний, синій і фіолетовий. Розрізняють також безліч проміжних відтінків. Білий, сірий і чорний кольори називаються ахроматичними (позбавлені кольоровості); позбавленими кольору є також «чисто» прозорі середовища, як-от: скло, вода, газ тощо (хімічно та фізично чисті); вода глибоких покладів (морська) зберігає відносну прозорість і втрачає безбарвність — набуває кольору морської хвилі (світло-синя, темно-голуба блакить) через те, що сама стає світлопровідним і світлозаломним середовищем.

## Сприйняття кольорів
Сприйняття кольорів складний біологічний фізико-хімічний процес, що базується на здатності певних речовин поглинаючи світло вступати у зворотні хімічні зв'язки.
Сприйняття кольору пов'язане з функцією колбочкових клітин сітківки ока. З теорій, що пояснюють колірний зір, найбільше поширення отримала трикомпонентна теорія. З цієї теорії випливає, що в оці є три кольоро-сприймальних апарати, збуджені в різній мірі під дією червоного, зеленого і синього кольору. Нормальне кольоровідчуття називається нормальною трихромазією, а люди з нормальним колірним зором — нормальними трихромами.

## Дефекти і порушення кольорового зору
Розлади колірного зору бувають вродженими і набутими. Придбані розлади колірного зору спостерігаються при різних захворюваннях сітківки та зорового нерва, особливо при їхніх атрофіях; чутливість при цьому знижується за всіма трьома основними кольорами: червоним, зеленим та синім. Вроджені розлади іменувалися раніше дальтонізмом (за ім'ям англійського вченого Дальтона, який описав порушення колірного зору).
Колірна сліпота (неможливість розрізнення кольору) буває повною і частковою. При повній колірній сліпоті всі кольори здаються однаковими (сірими) і відрізняються тільки яскравістю. Повна колірна сліпота зустрічається рідко, при цьому спостерігаються також інші зміни очей: світлобоязнь, центральна скотома, низька гострота зору. Часткова колірна сліпота полягає у сприйнятті одного з трьох основних колірних відчуттів. Колірну сліпоту переважно на червоне світло називають протанотопією, на зелене — дейтеранопією, на синє — тританотопією (отримали назву від ізотопів водню: протій (1H), дейтерій (2D або 2H) і тритій (3T або 3H), що мають характерний спектр флуоресценції). За часткової колірної сліпоти усі можливі колірні відтінки складаються тільки з двох кольорів. Найчастіше сліпота буває на червоний і зелений кольори. 

## Діагностика та лікування порушень колірної чутливості
Дослідження кольоровідчуття виконують за допомогою спеціальних поліхроматичних таблиць Є. Б. Рабкіна або особливого приладу аномалоскопа. Прогноз: при лікуванні захворювань, які спричинили порушення колірного сприйняття, можливе відновлення кольоровідчуття; вроджені порушення (за дуже рідкісними винятками) невиліковні.